# Anabasis setifera
Anabasis setifera Moq. – gatunek rośliny z rodziny szarłatowatych (Amaranthaceae Juss.). Występuje naturalnie na obszarze od Egiptu przez Półwysep Arabski po północno-zachodnią część Indii. 

## Morfologia
PokrójWiecznie zielony półkrzew dorastający do 60 cm wysokości. Pędy brązowoszarawe.
LiścieNiemal obejmujące łodygę. Blaszka o kształcie podłużnym, na szczycie tępa, o długości 6–9 mm i szerokości 2–3 mm.

## Biologia i ekologia
Kwitnie od lipca do sierpnia.